# أوقروت
أوقروت بلدية من بلديات ولاية تميمون .
تبعد بـ 70 كم عن بلدية تيميمون و120 كم عن ادرار و 640 كم عن غرداية وتتميزهذه المنطقة بالذات بخصوصية كبيرة بالنسبة لباقي مناطق ولاية أدرار ذلك أنها تمثل إلى حد كبير منطقة التقاطع والتلاقي بين أهم مكونات الثقافة المحلية لمنطقة توات الكبرى فإذا تميزت منطقة وسط الولاية باستعمال أوسع للهجة العربية وعدم وجود أي لهجة بربرية مستخدمة حاليا رغم شيوع الكثير من الكلمات الأمازيغية في تلك اللهجة فإن منطة أوقروت يمكن اعتبارها نموذج مصغر للتنوع الثقافي للولاية بصفة عامة إذ نجد أن معظم سكان جنوب هذه المنطقة يتحدثون لهجة عربية خاصة إلى حد ما ويُقصد بذلك قصور زاوية سيدي عبد الله، تالة، تينقلين قصر الحاج، تيبرغمين وبن عايد بينما يتحدث سكان شمال هذه المنطقة مايسمى باللهجة الزناتية في قصور اعبود أقبور الشارف، زاوية سيد عمر وإن كان ذلك بدرجات متفاوتة.